# マルクス・ウァレリウス・マクシムス・ラクトゥカ
マルクス・ウァレリウス・マクシムス・ラクトゥカ（Marcus Valerius Maximus Lactuca）は共和政ローマの政治家で、執政官を2度務めた。

## 経歴
父は紀元前494年の独裁官であるマニウス・ウァレリウス・マクシムス。プブリウス・ウァレリウス・プブリコラとマルクス・ウァレリウス・ウォルススは
伯父に当たる。
マルクス・ウァレリウスは、紀元前456年にスプリウス・ウェルギニウス・トリコストゥス・カエリオモンタヌスと共に執政官に就任した。当時ローマはアエクイとウォルスキと断続的に交戦していたが、この年には衝突はなかった。
他方、ローマでのパトリキ（貴族）とプレブス（平民）の対立は続いており、今回はアウェンティヌスの丘の利用法に関してであった。護民官のルキウス・イキリウス（en）は新しい法律であるイキリウス法を成立させることに成功した。これはローマの人口の拡大に対処するために、プレブスがアウェンティヌスの丘に自宅を建設することを認めるものであった。
紀元前437年には補充執政官に選出され、8月13日に凱旋式を実施しているが、詳細は不明である。

## 参考資料
1. ↑  William Smith, Dictionary of Greek and Roman Biography and Mythology, 1, Boston: Little, Brown and Company, Vol. 2 p. 1001
2. ↑  ハリカルナッソスのディオニュシオス『ローマ古代誌』、X, 31.
3. ↑  ティトゥス・リウィウス『ローマ建国史』、III, 2, 31.
4. ↑  ハリカルナッソスのディオニュシオス『ローマ古代誌』、X, 32.
5. ↑  凱旋式のファスティ